# Federico Pereira
Andrés Federico Pereira Castelnoble (Montevideo, 24 de febrero de 2000) es un futbolista uruguayo. Juega como defensa central en el Deportivo Toluca Fútbol Club de la Primera División de México.

## Trayectoria
Se formó como futbolista en Liverpool Fútbol Club y realizó toda su formación juvenil hasta 2019, ya que fue ascendido al primer equipo con 19 años.
Debutó como profesional el 4 de mayo de 2019, el técnico Paulo Pezzolano lo hizo ingresar al minuto 82 por Hernán Figueredo, utilizó el dorsal número 23 y empataron 0-4 ante Boston River en el Complejo Rentistas.
El 21 de diciembre de 2023 trascendió el interés del Deportivo Toluca Fútbol Club de México por la ficha de Federico, también de Boca Juniors de Argentina. Se confirmó su fichaje por el club mexicano el 30 de diciembre, el jugador se despidió de Liverpool con 114 partidos jugados, 11 goles y 9 asistencias.
Debutó con Toluca el 12 de enero de 2024, fue titular en la fecha 1 del Torneo Clausura para enfrentar a Querétaro, con el marcador 2-1 en contra en tiempo cumplido, en la última jugada del partido recibió un centro de su compatriota Maximiliano Araújo y tras un cabezazo convirtió un gol que selló el empate 2-2.
El 2 de junio de 2025 se anunció un acuerdo de cesión especial al Pachuca, para que juegue el Mundial de Clubes. Fue parte de la zaga titular en la competición internacional, se midieron contra Red Bull Salzburgo, Real Madrid y Al-Hilal, pero quedaron eliminados en la fase de grupos.
Tras su participación en el Mundial, trascendió el interés de Juventus por su fichaje.

## Selección nacional
El 5 de marzo de 2021 fue anunciada una lista de reservados de la selección de Uruguay del "Maestro" Tabárez, la cual incluyó a Federico entre los del medio local. La noche anterior, mientras jugaba al truco con sus compañeros de Liverpool, Mario Rebollo se comunicó directamente para avisarle en nombre del cuerpo técnico de la selección. Se lesionó y no fue confirmado en la convocatoria.
En el año 2023, el 2 de marzo volvió a ser reservado para la selección mayor, esta vez por el entrenador interino Marcelo Broli. Finalmente no fue confirmado en la lista definitiva.

## Estadísticas
Actualizado al último partido citado el 27 de junio de 2025.
| Club                      | Div.          | Temporada     | Liga  | Liga  | Liga   | Copas nacionales | Copas nacionales | Copas nacionales | Copas internacionales | Copas internacionales | Copas internacionales | Total | Total | Total  |
| Club                      | Div.          | Temporada     | Part. | Goles | Asist. | Part.            | Goles            | Asist.           | Part.                 | Goles                 | Asist.                | Part. | Goles | Asist. |
| ------------------------- | ------------- | ------------- | ----- | ----- | ------ | ---------------- | ---------------- | ---------------- | --------------------- | --------------------- | --------------------- | ----- | ----- | ------ |
| Liverpool F. C. · Uruguay | 1.ª           | 2019          | 4     | 0     | 0      | —                | —                | —                | 0                     | 0                     | 0                     | 4     | 0     | 0      |
| Liverpool F. C. · Uruguay | 1.ª           | 2020          | 36    | 3     | 3      | 1                | 0                | 0                | 4                     | 1                     | 0                     | 41    | 4     | 3      |
| Liverpool F. C. · Uruguay | 1.ª           | 2021          | 2     | 0     | 0      | —                | —                | —                | 2                     | 0                     | 0                     | 4     | 0     | 0      |
| Liverpool F. C. · Uruguay | 1.ª           | 2022          | 30    | 4     | 2      | 0                | 0                | 0                | 2                     | 0                     | 0                     | 32    | 4     | 2      |
| Liverpool F. C. · Uruguay | 1.ª           | 2023          | 29    | 3     | 4      | -                | -                | -                | 4                     | 0                     | 0                     | 33    | 3     | 4      |
| Liverpool F. C. · Uruguay | Total club    | Total club    | 101   | 10    | 9      | 1                | 0                | 0                | 12                    | 1                     | 0                     | 114   | 11    | 9      |
| D. Toluca F. C. · México  | 1.ª           | 2023-24       | 19    | 3     | 2      | —                | —                | —                | 1                     | 1                     | 0                     | 20    | 4     | 2      |
| D. Toluca F. C. · México  | 1.ª           | 2024-25       | 32    | 1     | 0      | —                | —                | —                | 2                     | 0                     | 0                     | 34    | 1     | 0      |
| D. Toluca F. C. · México  | 1.ª           | 2025-26       | 0     | 0     | 0      | —                | —                | —                | -                     | -                     | -                     | 0     | 0     | 0      |
| D. Toluca F. C. · México  | Total club    | Total club    | 51    | 4     | 2      | 0                | 0                | 0                | 3                     | 1                     | 0                     | 54    | 5     | 2      |
| C. F. Pachuca · México    | 1.ª           | 2024-25       | -     | -     | -      | —                | —                | —                | 3                     | 0                     | 0                     | 3     | 0     | 0      |
| C. F. Pachuca · México    | Total club    | Total club    | 0     | 0     | 0      | 0                | 0                | 0                | 3                     | 0                     | 0                     | 3     | 0     | 0      |
| Total carrera             | Total carrera | Total carrera | 152   | 14    | 11     | 1                | 0                | 0                | 18                    | 2                     | 0                     | 171   | 16    | 11     |
| 1. 2.                     |               |               |       |       |        |                  |                  |                  |                       |                       |                       |       |       |        |

## Palmarés

### Títulos nacionales
| Título               | Club            | País    | Año  |
| -------------------- | --------------- | ------- | ---- |
| Torneo Intermedio    | Liverpool F. C. | Uruguay | 2019 |
| Supercopa Uruguaya   | Liverpool F. C. | Uruguay | 2020 |
| Torneo Clausura      | Liverpool F. C. | Uruguay | 2021 |
| Torneo Apertura      | Liverpool F. C. | Uruguay | 2022 |
| Torneo Intermedio    | Liverpool F. C. | Uruguay | 2023 |
| Torneo Clausura      | Liverpool F. C. | Uruguay | 2023 |
| Campeonato Uruguayo  | Liverpool F. C. | Uruguay | 2023 |
| Primera División     | Toluca          | México  | 2025 |
| Campeón de Campeones | Toluca          | México  | 2025 |

### Distinciones individuales
| Distinción                                                                    | Año  |
| ----------------------------------------------------------------------------- | ---- |
| Premios AUF – Equipo ideal del año                                            | 2020 |
| Premios AUF - Equipo ideal del mes (abril)                                    | 2022 |
| Premios AUF - Equipo ideal del mes (mayo)                                     | 2022 |
| Fútbolx100 – Equipo ideal del año del Campeonato Uruguayo                     | 2022 |
| Fútbolx100 – Mejor defensa del año del Campeonato Uruguayo                    | 2022 |
| Premios AUF – Equipo ideal del año                                            | 2022 |
| Premios AUF - Equipo ideal del mes (julio)                                    | 2023 |
| Tenfield - Equipo ideal de la fecha del Torneo Apertura (fecha 1)             | 2023 |
| Tenfield - Equipo ideal de la fecha del Torneo Intermedio (fecha 3)           | 2023 |
| Tenfield - Equipo ideal del Torneo Intermedio                                 | 2023 |
| Tenfield - Equipo ideal de la fecha del Torneo Clausura (fechas 8, 9, 12, 13) | 2023 |
| Tenfield - Equipo ideal del Torneo Clausura                                   | 2023 |
| Premios AUF - Equipo ideal del mes (noviembre-diciembre)                      | 2023 |
| Tenfield - Equipo ideal del año del Campeonato Uruguayo                       | 2023 |
| Ovación - Equipo ideal del año del Campeonato Uruguayo                        | 2023 |
| Premios AUF - Equipo ideal del año                                            | 2023 |
| Premios AUF - Mejor jugador del año                                           | 2023 |
| Fútbolx100 – Equipo ideal del año del Campeonato Uruguayo                     | 2023 |
| Fútbolx100 – Mejor defensa del año del Campeonato Uruguayo                    | 2023 |
| Fútbolx100 – Mejor jugador del año del Campeonato Uruguayo                    | 2023 |